# Korupun-Sela jezik
Korupun-Sela jezik (kimyal of korupun, korapun; ISO 639-3: kpq), papuanski jezik transnovogvinejske porodice, kojim govori 8 000 ljudi (1996 E. Young) na indonezijskom dijelu Nove Gvineje u regenciji Jayawijaya na gornjim pritokama rijeke Erok (sela Siradala, Burungmakok).
Pripada istočnoj podskupini skupine mek. Ima više dijalekata: korupun (duram), dagi, sisibna (gobugdua), deibula, sela.

## Vanjske poveznice
- Ethnologue (14th)
- Ethnologue (15th)